# Hiroyasu Tsuchie
Hiroyasu Tsuchie (en japonais 土江寛裕, né le 14 juin 1974) est un athlète japonais, spécialiste du sprint.
Il a été détenteur du record d'Asie sur 4 × 100 m avec 38 s 31 obtenu aux Championnats du monde 1997 à Athènes.
En tant que premier relayeur, il termine 4e du relais 4 × 100 m aux Jeux olympiques de 2004, en 38 s 49 (Hiroyasu Tsuchie, Shingo Suetsugu, Shinji Takahira et Nobuharu Asahara).
Ses meilleures performances sont :
- 100 m : 	10 s 21 	1,00 	Tottori 	06/06/2004
- 200 m : 	20 s 86 	0,70 	Okayama 	27/09/2003 et 20 s 86 	0,00 	Fujiyoshida 	03/08/2003